# سام كلارك
سام كلارك (بالإنجليزية: Sam Clark)‏ هو مغني وكاتب أغاني أسترالي، ولد في 18 أكتوبر 1987 في أديلايد في أستراليا.

## وصلات خارجية
- الموقع الرسمي
- سام كلارك على موقع IMDb (الإنجليزية)
- سام كلارك على موقع قاعدة بيانات الفيلم (الإنجليزية)